# Małgorzata Balwicka-Szczyrba
Małgorzata Aleksandra Balwicka-Szczyrba – polska prawnik, doktor habilitowana nauk prawnych, profesor nadzwyczajny Uniwersytetu Gdańskiego.

## Życiorys
Absolwentka Wydziału Prawa i Administracji Uniwersytetu Gdańskiego (2001). 21 maja 2007 uzyskała stopień naukowy doktora nauk prawnych. 12 grudnia 2016 uzyskała stopień doktora habilitowanego. Obecnie zatrudniona na stanowisku profesora nadzwyczajnego Uniwersytetu Gdańskiego (Wydział Prawa i Administracji). Członek Okręgowej Izby Radców Prawnych w Olsztynie.

## Życie prywatne
Jest zamężna z Łukaszem Balwickim, lekarzem. Matka czwórki dzieci: Tymoteusza, Franciszka, Ignacego i Marianny.

## Publikacje
Jest autorką ponad 60 publikacji.